# Egg in the basket
Los eggs in the basket (denominados en castellano huevos encestados,  huevos en canasta, o lit. del inglés, huevos en la cesta) son una forma de preparar los huevos fritos en tostadas (poseen un agujero - o cesta que da nombre al plato) sobre la sartén. Este plato es por regla general un desayuno informal que se suele hacer en los países anglosajones.

## Características

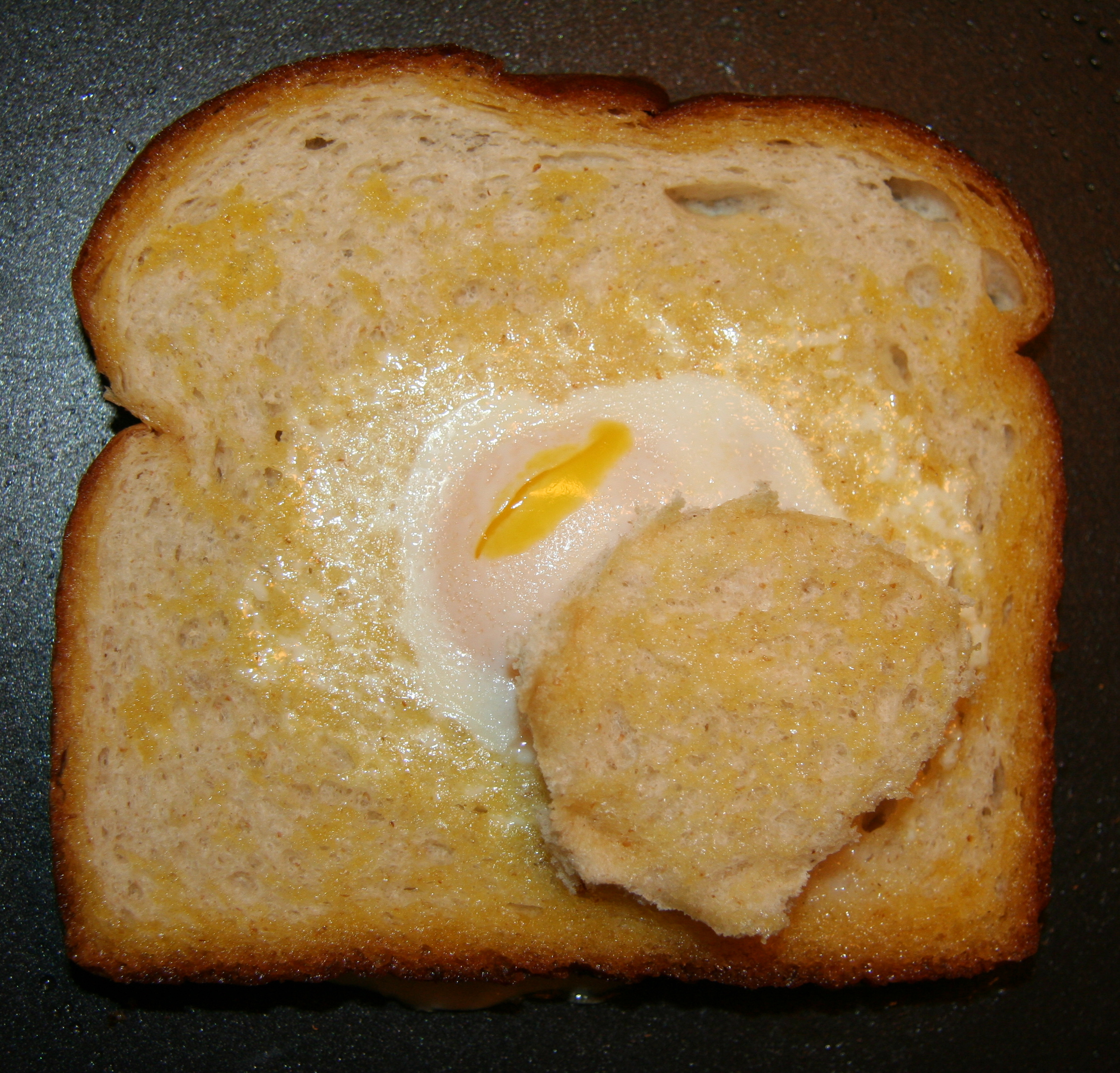
Un huevo encestado

Se trata más bien de una forma original de elaborar un huevo frito, para ello se ponen tostadas (en muchas recetas mencionan de harina integral que aguantan más el calor y absorben menos) a las que se le ha practicado una "ventana" con un vaso. Se ponen en una gran sartén y cuando está caliente se vierte el huevo por las ventanas. El aspecto final de los huevos es muy interesante ya que la clara cuaja sobre la tostada quedando la yema sobre la ventana. Se suele comer con la propia tostada rompiendo la yema.

## Curiosidades
El plato se hizo muy famoso en la película de 1941 "Moon Over Miami" dirigida por Walter Lang, llegándose a popularizar con el nombre "moon-over-miami eggs" (huevos de luna sobre miami), a pesar de que en el film se menciona como "gas house eggs" (huevos de gas caseros). Hace algunas apariciones en la película Hechizo de luna ('Moonstruck') y se popularizó como 'Moonstruck eggs' en algunos restaurantes. Aparecen en la película de 2006 denominada V for Vendetta y allí se denominan "eggy in the basket" (huevecitos en la cesta).
El músico Brian Wilson dijo en 1965 que era uno de los pocos platos que sabía cocinar."